# Joan Stewart, condesa de Morton
Juana Estuardo, condesa de Morton  (Joan Stewart, también llamada Joanna, en inglés; c. 1428 - 22 de junio de 1493), era hija de Jacobo I , rey de Escocia, y esposa de Jacobo Douglas, primer conde de Morton. Era conocida, en latín, como la muta domina [dama muda] de Dalkeith. 

## Vida
Nacida en Escocia c. 1428 , fue la tercera hija de James I de Escocia y Juana Beaufort.  Joan tenía dos hermanos menores, incluido el futuro Rey de Escocia, Jacobo II y cinco hermanas. Tuvo "la desgracia de ser sordomuda", y fue conocida como muta domina o "la dama muda".  Se informó que Joan usó el lenguaje de señas para comunicarse, incluso en público (aunque en ese momento se consideraba descortés).
Joan fue originalmente comprometida para casarse con el tercer conde de Angus el 18 de octubre de 1440, pero este murió en 1446 antes de que pudiera celebrarse el matrimonio. En 1445 fue enviada a Francia y no regresó a Escocia hasta 1457. Había sido prometida en matrimonio con el Delfín de Francia, pero el matrimonio no tuvo lugar, probablemente debido a su incapacidad para hablar. Juana se casó con el cuarto barón Dalkeith antes del 15 de mayo de 1459, quien en el momento de su matrimonio fue ascendido como primer conde de Morton. Se les otorgó una dispensa el 7 de enero de 1463-4 por ser consanguíneos en segundo y tercer grado. Juana y su esposo Jacobo eran conscientes de su estrecho parentesco, pero su hermano el rey Jacobo II de Escocia les convenció para que se casaran y solicitaron la dispensa para legitimar su matrimonio. La condesa Juana murió en 1493, cuatro meses antes que su esposo Jacobo.

## El monumento a los Morton
El conde y la condesa de Morton fueron enterrados juntos en el coro de la iglesia parroquial de San Nicolás Buccleuch, conocida como la Colegiata Dalkeith, en Dalkeith , al sur de Fife y al este de Edimburgo, en Midlothian, Escocia. Conocido como el Monumento Morton, sus tumbas están cubiertas con sus efigies yacentes de piedra, y sus escudos familiares.
Se cree que esta es la imagen más antigua del mundo de una persona sorda conocida. El coro esta ahora en ruinas, dejando las tumbas a la intemperie, donde, en unos siglos, los elementos han borrado sus caras. Sus manos, alzadas juntas en oración, probablemente fueron destruidas durante la Reforma.  Hoy, como comentó uno de los visitantes, "Una vez tallados y detallados con dispositivos heráldicos", las tumbas tienen "el aspecto de esculturas de arena después de que la marea ha llegado y se ha retirado".  Debido a su valor histórico, en 2005 un equipo de voluntarios y conservadores creó un dosel protector sobre sus efigies.

## Familia
Juana y su esposo Jacobo tuvieron cuatro hijos: 
- Sir John Douglas, segundo conde de Morton (antes de 1466-1513),[11] muerto en la batalla de Flodden[12]
- James (fallecido después de 1480) apareció en varios escritos 1466–1480.[2]
- Janet, casada antes del 1 de febrero de 1480–81 con Sir Patrick Hepburn, primer conde de Bothwell.[2]
- Elizabeth, mencionada en una carta de 1479 después de la cual nada más se sabe de ella.[2]

## Ascendencia
|  |                                                  |  |  |  |  |  |  |  |  |  |  |  |  |  |  |  |
|  | 16. Walter Estuardo, VI Gran Senescal de Escocia |  |  |  |  |  |  |  |  |  |  |  |  |  |  |  |
|  |                                                  |  |  |  |  |  |  |  |  |  |  |  |  |  |  |  |
|  |                                                  |  |  |  |  |  |  |  |  |  |  |  |  |  |  |  |
|  | 8. Roberto II de Escocia                         |  |  |  |  |  |  |  |  |  |  |  |  |  |  |  |
|  |                                                  |  |  |  |  |  |  |  |  |  |  |  |  |  |  |  |
|  |                                                  |  |  |  |  |  |  |  |  |  |  |  |  |  |  |  |
|  | 17. Marjorie Bruce                               |  |  |  |  |  |  |  |  |  |  |  |  |  |  |  |
|  |                                                  |  |  |  |  |  |  |  |  |  |  |  |  |  |  |  |
|  |                                                  |  |  |  |  |  |  |  |  |  |  |  |  |  |  |  |
|  | 4. Roberto III de Escocia                        |  |  |  |  |  |  |  |  |  |  |  |  |  |  |  |
|  |                                                  |  |  |  |  |  |  |  |  |  |  |  |  |  |  |  |
|  |                                                  |  |  |  |  |  |  |  |  |  |  |  |  |  |  |  |
|  | 18. Sir Adam Mure, Lord Rowallan                 |  |  |  |  |  |  |  |  |  |  |  |  |  |  |  |
|  |                                                  |  |  |  |  |  |  |  |  |  |  |  |  |  |  |  |
|  |                                                  |  |  |  |  |  |  |  |  |  |  |  |  |  |  |  |
|  | 9. Elizabeth Mure                                |  |  |  |  |  |  |  |  |  |  |  |  |  |  |  |
|  |                                                  |  |  |  |  |  |  |  |  |  |  |  |  |  |  |  |
|  |                                                  |  |  |  |  |  |  |  |  |  |  |  |  |  |  |  |
|  | 19. Janet Mure or Joan Cunningham                |  |  |  |  |  |  |  |  |  |  |  |  |  |  |  |
|  |                                                  |  |  |  |  |  |  |  |  |  |  |  |  |  |  |  |
|  |                                                  |  |  |  |  |  |  |  |  |  |  |  |  |  |  |  |
|  | 2. Jacobo I de Escocia                           |  |  |  |  |  |  |  |  |  |  |  |  |  |  |  |
|  |                                                  |  |  |  |  |  |  |  |  |  |  |  |  |  |  |  |
|  |                                                  |  |  |  |  |  |  |  |  |  |  |  |  |  |  |  |
|  | 20. Sir Malcolm Drummond, Lord de Lennox         |  |  |  |  |  |  |  |  |  |  |  |  |  |  |  |
|  |                                                  |  |  |  |  |  |  |  |  |  |  |  |  |  |  |  |
|  |                                                  |  |  |  |  |  |  |  |  |  |  |  |  |  |  |  |
|  | 10. Sir John Drummond, 11th of Lennox            |  |  |  |  |  |  |  |  |  |  |  |  |  |  |  |
|  |                                                  |  |  |  |  |  |  |  |  |  |  |  |  |  |  |  |
|  |                                                  |  |  |  |  |  |  |  |  |  |  |  |  |  |  |  |
|  | 21. Amanda Graham                                |  |  |  |  |  |  |  |  |  |  |  |  |  |  |  |
|  |                                                  |  |  |  |  |  |  |  |  |  |  |  |  |  |  |  |
|  |                                                  |  |  |  |  |  |  |  |  |  |  |  |  |  |  |  |
|  | 5. Anabella Drummond                             |  |  |  |  |  |  |  |  |  |  |  |  |  |  |  |
|  |                                                  |  |  |  |  |  |  |  |  |  |  |  |  |  |  |  |
|  |                                                  |  |  |  |  |  |  |  |  |  |  |  |  |  |  |  |
|  | 22. Sir William de Montifex                      |  |  |  |  |  |  |  |  |  |  |  |  |  |  |  |
|  |                                                  |  |  |  |  |  |  |  |  |  |  |  |  |  |  |  |
|  |                                                  |  |  |  |  |  |  |  |  |  |  |  |  |  |  |  |
|  | 11. Mary Montifex                                |  |  |  |  |  |  |  |  |  |  |  |  |  |  |  |
|  |                                                  |  |  |  |  |  |  |  |  |  |  |  |  |  |  |  |
|  |                                                  |  |  |  |  |  |  |  |  |  |  |  |  |  |  |  |
|  | 1. Joan Stewart                                  |  |  |  |  |  |  |  |  |  |  |  |  |  |  |  |
|  |                                                  |  |  |  |  |  |  |  |  |  |  |  |  |  |  |  |
|  |                                                  |  |  |  |  |  |  |  |  |  |  |  |  |  |  |  |
|  | 24. Eduardo III de Inglaterra                    |  |  |  |  |  |  |  |  |  |  |  |  |  |  |  |
|  |                                                  |  |  |  |  |  |  |  |  |  |  |  |  |  |  |  |
|  |                                                  |  |  |  |  |  |  |  |  |  |  |  |  |  |  |  |
|  | 12. Juan de Gante                                |  |  |  |  |  |  |  |  |  |  |  |  |  |  |  |
|  |                                                  |  |  |  |  |  |  |  |  |  |  |  |  |  |  |  |
|  |                                                  |  |  |  |  |  |  |  |  |  |  |  |  |  |  |  |
|  | 25. Felipa de Henao                              |  |  |  |  |  |  |  |  |  |  |  |  |  |  |  |
|  |                                                  |  |  |  |  |  |  |  |  |  |  |  |  |  |  |  |
|  |                                                  |  |  |  |  |  |  |  |  |  |  |  |  |  |  |  |
|  | 6. John Beaufort, I conde de Somerset            |  |  |  |  |  |  |  |  |  |  |  |  |  |  |  |
|  |                                                  |  |  |  |  |  |  |  |  |  |  |  |  |  |  |  |
|  |                                                  |  |  |  |  |  |  |  |  |  |  |  |  |  |  |  |
|  | 26. Sir Payne de Roet                            |  |  |  |  |  |  |  |  |  |  |  |  |  |  |  |
|  |                                                  |  |  |  |  |  |  |  |  |  |  |  |  |  |  |  |
|  |                                                  |  |  |  |  |  |  |  |  |  |  |  |  |  |  |  |
|  | 13. Katherine Swynford                           |  |  |  |  |  |  |  |  |  |  |  |  |  |  |  |
|  |                                                  |  |  |  |  |  |  |  |  |  |  |  |  |  |  |  |
|  |                                                  |  |  |  |  |  |  |  |  |  |  |  |  |  |  |  |
|  | 3. Juana Beaufort                                |  |  |  |  |  |  |  |  |  |  |  |  |  |  |  |
|  |                                                  |  |  |  |  |  |  |  |  |  |  |  |  |  |  |  |
|  |                                                  |  |  |  |  |  |  |  |  |  |  |  |  |  |  |  |
|  | 28. Thomas Holland, conde de Kent                |  |  |  |  |  |  |  |  |  |  |  |  |  |  |  |
|  |                                                  |  |  |  |  |  |  |  |  |  |  |  |  |  |  |  |
|  |                                                  |  |  |  |  |  |  |  |  |  |  |  |  |  |  |  |
|  | 14. Thomas Holland, II conde de Kent             |  |  |  |  |  |  |  |  |  |  |  |  |  |  |  |
|  |                                                  |  |  |  |  |  |  |  |  |  |  |  |  |  |  |  |
|  |                                                  |  |  |  |  |  |  |  |  |  |  |  |  |  |  |  |
|  | 29. Juana de Kent                                |  |  |  |  |  |  |  |  |  |  |  |  |  |  |  |
|  |                                                  |  |  |  |  |  |  |  |  |  |  |  |  |  |  |  |
|  |                                                  |  |  |  |  |  |  |  |  |  |  |  |  |  |  |  |
|  | 7. Margaret Holland                              |  |  |  |  |  |  |  |  |  |  |  |  |  |  |  |
|  |                                                  |  |  |  |  |  |  |  |  |  |  |  |  |  |  |  |
|  |                                                  |  |  |  |  |  |  |  |  |  |  |  |  |  |  |  |
|  | 30. Richard FitzAlan, X conde de Arundel         |  |  |  |  |  |  |  |  |  |  |  |  |  |  |  |
|  |                                                  |  |  |  |  |  |  |  |  |  |  |  |  |  |  |  |
|  |                                                  |  |  |  |  |  |  |  |  |  |  |  |  |  |  |  |
|  | 15. Alice FitzAlan                               |  |  |  |  |  |  |  |  |  |  |  |  |  |  |  |
|  |                                                  |  |  |  |  |  |  |  |  |  |  |  |  |  |  |  |
|  |                                                  |  |  |  |  |  |  |  |  |  |  |  |  |  |  |  |
|  | 31. Leonor de Lancaster                          |  |  |  |  |  |  |  |  |  |  |  |  |  |  |  |
|  |                                                  |  |  |  |  |  |  |  |  |  |  |  |  |  |  |  |
|  |                                                  |  |  |  |  |  |  |  |  |  |  |  |  |  |  |  |